# Antygraniastosłup
Antygraniastosłup (przestarz. antypryzma, kalka z franc. antiprisme) – wielościan, którego połowa wierzchołków leży na jednej płaszczyźnie, a druga połowa na innej, równoległej do pierwszej płaszczyzny (płaszczyzny te zwane są podstawami antygraniastosłupa); wierzchołki tworzą dwa wielokąty foremne o tej samej liczbie boków, a wszystkie ściany boczne są trójkątami równobocznymi. Antygraniastosłupy tworzą obok graniastosłupów archimedesowych jedną z dwóch nieskończonych serii wielościanów półforemnych.

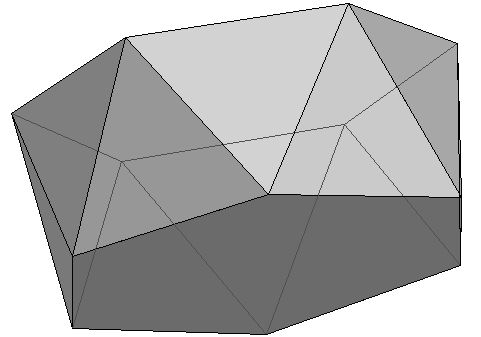
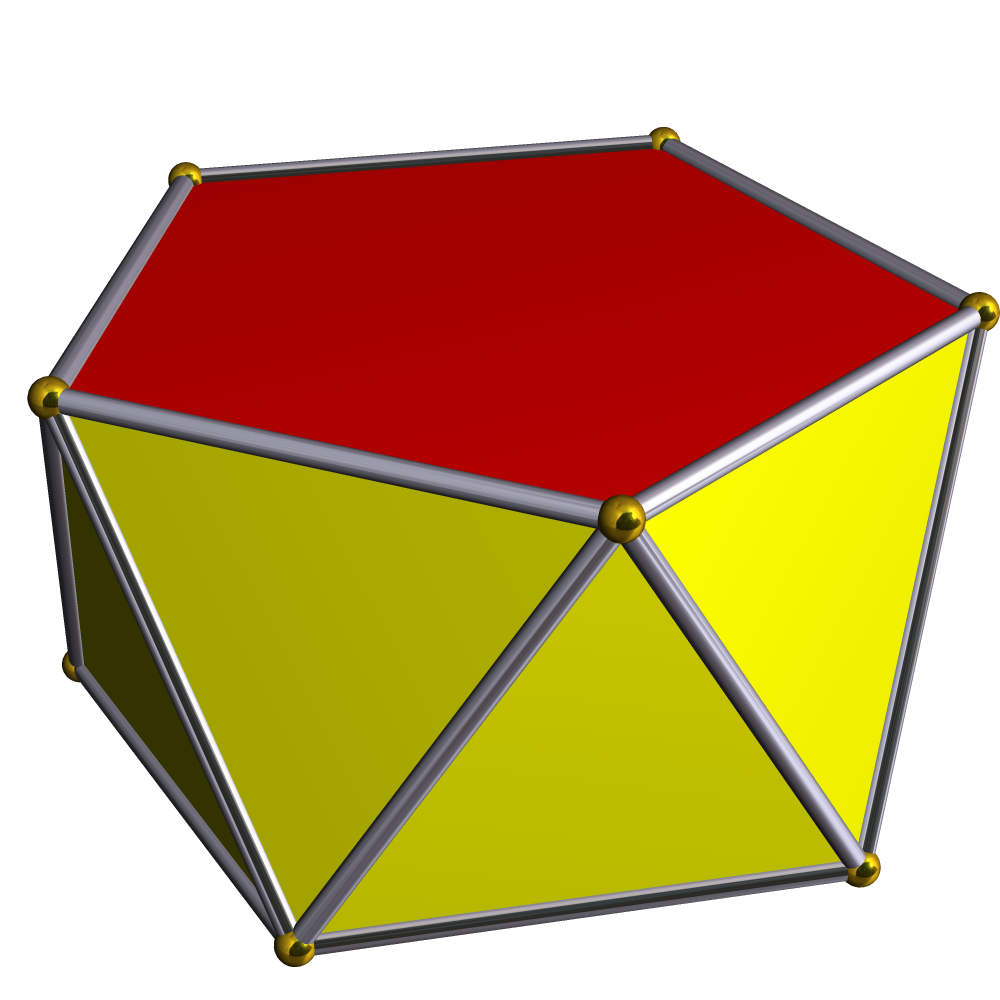
przykładowa siatka antygraniastosłupa